# Терещенко Микола Сергійович
Микола Сергійович Терещенко (*1923, смт Кожанка, нині Фастівського району Київської області) — радянський, український художник-декоратор.

## Біографія
Народився в родині робітників.
Закінчив Київське училище прикладного мистецтва (1946).

## Фільмографія
Оформив фільми:
- «Народжені бурею» (1957, асистент художника);
- «Лісова пісня» (1961, асистент художника);
- «Здрастуй, Гнате» (1962, асистент художника);
- «Стежки-доріжки» (1963);
- «Сумка, повна сердець» (1964);
- «Дні льотні» (1966, асистент художника);
- «Вечір на Івана Купала» (1968);
- «Скарби палаючих скель» (1969);
- «Комісари» (1969);
- «У тридев'ятому царстві...» (1970);
- «Лада з країни берендеїв» (1971, у співавт.);
- «Софія Грушко» (1972);
- «Тільки ти» (1972);
- «Дід лівого крайнього» (1973, у співавт.);
- «Дума про Ковпака» (1973—1976, 3 фільми);
- «Не віддавай королеву» (1975);
- «Театр невідомого актора» (1976);
- «Тільки краплю душі» (1978);
- «„Мерседес“ втікає від погоні» (1980);
- «Мільйони Ферфакса» (1980);
- «Якщо ворог не здається...» (1982);
- «Повернення з орбіти» (1983, у співавт.);
- «Провал операції „Велика Ведмедиця“» (1983) та ін.